# Hamed
Hamed este o comună din departamentul Kankossa, Regiunea Assaba, Mauritania, cu o populație de 20.867 locuitori.